# Filipinka (czasopismo)
Filipinka – polskie czasopismo przede wszystkim dla dziewcząt, wydawane od 1957 do 2006 roku.

## Historia pisma
Filipinka została stworzona z inicjatywy pisma Kobieta i Życie;  miała na celu wykształtowanie wśród dziewcząt przyszłych czytelniczek tego tygodnika dla kobiet oraz odpowiadała na ich liczne prośby, podczas gdy obie gazety redagował ten sam zespół.
Pierwszy numer pisma (o charakterze „społeczno-kulturalnym”) ukazał się 15 maja 1957 roku w nakładzie 100 000 egzemplarzy; pod koniec lat 80. osiągnął on 550 000. Wydawcą Filipinki było Warszawskie Wydawnictwo Prasowe, część Robotniczej Spółdzielni Wydawniczej „Prasa - Książka - Ruch”.
2 maja 1990 roku powstała Dziennikarska Spółdzielnia Pracy „Filipinka”, z Anną Mazurkiewicz na czele (faktyczna działalność instytucji rozpoczęła się jednak blisko rok później). W 1991 roku podpisano porozumienie z wydawcą pisma Twój Styl; po kilku miesiącach, redakcja Filipinki zdecydowała się na wycofanie się ze współpracy. Nowym inwestorem stał się Dom Wydawniczy BBiP. Trudności finansowe doprowadziły, w 1998 roku, do sprzedania pisma spółce Twój Styl, i redaktorką naczelną została Liliana Fabisińska, a następnie Joanna Dowgiałło-Tyszka.
W 2002 roku pismo (wraz ze spółką Twój Styl) zostało przejęte przez wydawnictwo H. Bauer i jego redaktor naczelną została, od stycznia 2003, Anna Damięcka.

## Filipinkajako zjawisko kulturowe
Od początku istnienia pisma, jego ważnym elementem był dział listów i interwencji. Od 1976 roku, pojawił się dział dla chłopców, pt. „Filip”. Filipinka stała się zjawiskiem kulturotwórczym, a jej imieniem nazywano instytucje i produkty (także zespół muzyczny Filipinki). Istniały kluby skupiające czytelniczki i czytelników gazety. Czarne Strony poświęcone tematyce humorystycznej, redagowane były przez „Filipa” (z zielonymi, piwnymi lub niebieskimi oczami; pod pseudonimem tym kryły się dziennikarki, m.in. A. Mazurkiewicz i Laura Bakalarska) stanowiły rozpoznawalny element pisma.
Zmiany redakcyjne pod koniec lat 90. zmieniły charakter pisma, zwiększając liczbę ilustracji i stron poświęconych modzie i wyglądowi, a zmniejszając działy publicystyczne i kulturalne. W tym okresie opuściła pismo m.in. pisarka Małgorzata Musierowicz, jego stała felietonistka. Do pisma pisywała również Katarzyna Nosowska, zastąpiona później przez Kubę Wojewódzkiego.
Pod koniec kwietnia 2006 r. wydawca magazynu „Filipinka” uznał wydawanie tego czasopisma za nieopłacalne i zawiesił jego działalność. Ostatni numer tego czasopisma (już znacznie różniącego się od swoich pierwszych numerów) ukazał się w maju 2006 roku.